# مقاطعة خاش (إيران)
مقاطعة خاش (بالفارسية: شهرستان خاش) هي مقاطعة في محافظة سيستان وبلوشستان في إيران. عاصمة المقاطعة هي خاش. في تعداد عام 2006، سكان المقاطعة كان 161,918 نسمة في 32,478 عائلة. المقاطعة مقسمة إلى ثلاث نواحي هي: الناحية المركزية، وناحية إيراندجان، وناحية نوك أباد. فيها مدينتان: خاش ونوك أباد.

## الطقس
تتمتع خاش بمناخ دافئ وجاف. ويبلغ معدل هطول الأمطار السنوي فيها 174,9 ملم ويختلف متوسط درجة الحرارة فيها من 7 درجات مئوية إلى 37 درجة.

## اللغة والدين
يتحدث سكان مدينة خاش باللغة البلوشية، واللهجة الأصلية واللغة الفارسية شائعة في المدارس والمكاتب الحكومية. 86.8 في المائة من السكان مسلمون، 95 في المائة منهم من السنة و 5 من الشيعة.